# 곡교천
곡교천(曲橋川)은 차령에서 시작돼 아산만 부근에서 삽교천과 합류하는 하천이다. 길이(유로 연장)는 84.6km, 유역 면적은 1,007.11km2이다.

## 개요
충청남도 천안시 광덕면 차령 북쪽에서 흐르기 시작하며 광덕면 원덕리에서 지방하천으로 바뀌고, 아산시 온양동에서 온양천과 만나 국가하천으로 다시 바뀐다. 아산만으로 흘러드는 하구 부근인 아산시 인주면에서 삽교천과 합류한다. 

## 활용
곡교천은 삽교천·무한천과 함께 예당평야에 농업용수를 공급한다. 